# Буфф, Шарлотта
Шарлотта София Генриетта Буфф (нем. Charlotte Sophie Henriette Buff, в замужестве Кестнер; 11 января 1753[…], Дом Лотты, Вецлар — 16 января 1828[…], Ганновер) — прототип образа Лотты в романе «Страдания юного Вертера» Иоганна Вольфганга Гёте; тётя Иоганна Генриха Буффа.

## Биография
Шарлотта Буфф родилась 11 января 1753 года в Вецларе, в семье чиновника немецкого орденского двора Генриха Адама Буффа (1711—1795) и его жены Магдалены Эрнестины Буфф, урождённой Фейлер (1731—1771), она было второй из шестнадцати детей в семье, среди её братьев и сестёр был Вильгельм Карл Людвиг Буфф (1769—1841), который впоследствии стал отцом химика, физика и педагога Генриха Буффа (1805—1878). Гёте познакомился с Шарлоттой на танцевальном вечере, устроенном в Вецларе 9 июня 1772 года двоюродной бабушкой Гёте. Лотта пленила Гёте своей внешностью и открытостью. Как описывается в «Страданиях юного Вертера», они протанцевали весь вечер.
В 1773 году Шарлотта вышла замуж за юриста Иоганна Кристиана Кестнера (1741—1800) и переехала в Ганновер. У неё родилось восемь сыновей и четыре дочери. Шарлотта Буфф поддерживала переписку с Гёте, в том числе просила у него поддержки для своего сына, дипломата Августа Кестнера.
В 1816 году Шарлотта Кестнер на несколько недель приезжала в Веймар, где жила её младшая сестра, и встретилась с Гёте. Однако встреча оказалась единственной и прохладной. Этот эпизод описан в романе Томаса Манна «Лотта в Веймаре», по которому в 1974 году был снят одноимённый художественный фильм с участием Лилли Палмер.
Шарлотта Буфф была похоронена на Ганноверском садовом кладбище.